# Керолайн Манро
Керолайн Манро (англ. Caroline Munro; нар. 16 січня 1949) — англійська фотомодель і актриса, пік кар'єри якої припав на 70-ті роки.

## Біографія
Керолайн Манро народилася 16 січня 1949 року в англійському місті Віндзор, вчилася в католицькій школі при монастирі і співала у церковному хорі. 
У 1966 році її мати вислала фотографії 17-річної Керолайн на конкурс «Обличчя року» в газету «The Evening News». У підсумку Керолайн Манро перемогла на цьому конкурсі і, переїхавши до Лондона, почала кар'єру фотомоделі.
1967 — Манро вперше знімається у кіно, з'явившись в невеликій пародійній ролі на тему бондіани «Казино Рояль». До 1972 року Керолайн Манро вважала кіно другорядним для себе заняттям, знімаючись лише в невеликих ролях. Лише після фільму «Дракула, рік 1972» вона вирішила стати повноцінною актрисою. У 1974 році виходять відразу два фільми, де вона знімалася в головних ролях: фільм жахів «Капітан Кронос: Мисливець на вампірів» і пригодницький фільм «Золота подорож Синдбада» — фільм, який був випущений в прокат в Радянському Союзі. У «Золотій подорожі Синдбада» Манро зіграла Маргіану. 
1976 — році виходить фантастичний фільм з Керолайн Манро — «Незвичайна подорож до центру землі», а в 1977 році Манро знову з'являється в бондіані, зігравши роль пілота Наомі у фільмі «Шпигун, який мене любив», роль Джеймса Бонда виконав Роджер Мур.
1979 — Манро зіграла роль Стели Стар у першому італійському науково - фантастичному фільмі «Зіткнення зірок».
У 80-ті роки Манро знімається в основному у фільмах жахів, а в 90-ті роки вирішила приділяти більше уваги двом своїм дочкам і чоловікові, стала з'являтися у кіно не так часто.

## Фільмографія
- 2012 — Ельдорадо
- 1993 — Нічна сова
- 1991 — Тропічна спека
- 1988 — Безликі
- 1986 — Різанина в школі
- 1984 — Не відкривай до настання Різдва
- 1982 — Останній фільм жахів
- 1980 — Маніяк
- 1978 — Зіткнення зірок
- 1977 — Шпигун, який мене кохав
- 1977 — Нові месники
- 1976 — Наомі
- 1976 — Незвичайна подорож до центру землі
- 1975 — Я не хочу народжуватися
- 1974 — Капітан Кронос: Мисливець на вампірів
- 1974 — Золота подорож Сіндбада
- 1972 — Дракула, рік 1972
- 1972 — Повернення доктора Файбса
- 1971 — Жахливий доктор Файбс
- 1969 — Де Джек?
- 1968 — Джоанна
- 1967 — Казино Рояль / (Casino Royale)